# Vespa globulosa
Vespa globulosa är en getingart som beskrevs av Geoffroy 1785. Vespa globulosa ingår i släktet bålgetingar, och familjen getingar. Inga underarter finns listade i Catalogue of Life.